# 偏穗臭草
偏穗臭草（学名：Melica secunda）为禾本科臭草属下的一个种。

## 扩展阅读
- 維基物種上的相關：偏穗臭草